# شوقان
شوقان شهری در بخش جلگه شوقان شهرستان جاجرم استان خراسان شمالی ایران است.

## جمعیت
بر پایه سرشماری عمومی نفوس و مسکن در سال ۱۳۹۵ جمعیت این مکان ۲٬۳۱۳ نفر (۷۵۸ خانوار) بوده‌است.

## جغرافیا
شهر شوقان که در فاصله ۶۴ کیلومتری شهر بجنورد مرکز استان خراسان شمالی قرار گرفته‌است به عنوان مرکز بخش دشت شوقان و شهر ییلاقی در منطقه معروف است. دارای آب و هوای کوهپایه‌ای و معتدلی است که در شمال آن کوه آلاداغ و در جنوب آن کوه‌های سالوک و بهار قرار دارند. عمده محصولات کشاورزی این منطقه گندم و جو است. قیصی زردآلو، در قدیم اصلی‌ترین محصول این شهر بوده‌است و شوقان با قیصی شناخته می‌شد. امروزه به دلیل سرمازدگی‌های مکرر متأسفانه درختان زردآلو جزء اصلی‌ترین مواردی است که دچار سرمازدگی می‌شود و مردم از تولید قیصی بی نصیب می‌شوند. دیگر محصول استراتژیک شهر شوقان در سالهای اخیر آلو بخارا می‌باشد که به دلیل طعم و مزه آن بسیار معروف می‌باشد. این شهر از نظر تولید صیفی‌جات مخصوصاً گوجه‌فرنگی و خیار نیز از قطب‌های منطقه محسوب می‌شود. ودارای کارخانجاتی که اکثر مصالح ساختمانی منطقه را تأمین می‌کند.
این شهر جاذبه‌های گردشگری فراوانی از جمله کوهستان‌های ییلاقی زیبا و خوش آب و هوا و چشمهٔ زیبا و پرآبی که آب کل شهر را تأمین می‌کند را دارا است. روستاهای تابعه این بخش نیز دارای ویژگی‌های گردشگری زیادی هستند. از جمله آن‌ها می‌توان به امامزاده اسماعیل، غار گنج‌کوه، بنیزو پایین و بنیزو بالا، کلاته قاجار، سر آسیاب بام، کلاته ریزی جغدی، قز لر قلعه، پای پیر و سرچشمه شوقان اشاره کرد.

## وضعیت طبیعی و ارتفاعات
شهر شوقان، در ارتفاع حدود ۱۳۴۵ متری، در ۹۳ کیلومتری جنوب‌غربی آشخانه، در دشت قرار دارد و کوه چکو در شمال‌غربی آن واقع است. هم چنین:
- ارتفاعات سالوک در شرق محدوده
- رشته کوه آلاداغ در شمال محدوده در جهت شرقی-غربی
- ارتفاعات سالوک و بهار در جنوب محدوده

## اقوام و طوایف
با توجه به تحقیقات اخیر شوقان امروزی حدود۷۰۰ سال قدمت دارد و بیشتر ساکنان شهر از سه تیره و قوم: کرد، (کرمانج) ترک و تشکیل شده‌اند.
- کردها که با لهجه کرمانجی خاص گویش می‌کنند از یکی از طوایف کرد مهاجر دیرانلوکه رئیس قبیله آن طهماسب خان بوده به این دیار آمده و امروزه به نام طایفه سبزعلی (فرجی، نظری، شرافتی، آروین. رحمانی. شوقانیها) هستند و اکثریت شهر را شامل می‌شوند.
- ترک‌ها نیز ۳ طایفه هستند: سید قاسمی‌ها که از سادات علوی مازندران و سید جعفر (میر جعفری‌ها) که از مالکان اصلی این دیار بوده‌اند و دیگر طایفه حاج محمدی‌ها که همگی سادات می‌باشند.
- و چند طایفه کوچک عام نیز در کنار این دو طایفه بزرگ به صورت مصلحت‌آمیز زندگی می‌کنند و این شهر قبل از سال ۱۳۸۱ از چهار محله به نام‌های: کوچه باغ، قلعه پائین، کهنه قلعه ظلم آباد وخرمنگاه تشکیل شده بود.

زبان گفتاری مردم شهر شوقان، کرمانجی و ترکی است.

## جاذبه‌های دیدنی
مهم‌ترین جاذبه‌های دیدنی این منطقه غار گنج کوه می‌باشد که در نزدیکی شوقان در ارتفاع ۱۷۰۰ متری از سطح دریا قرار دارد و غار روی دیوار ۱۲ متری واقع شده‌است که صعود از آن مشکل می‌باشد. داخل غار دارای ۳ شعبه کوچک است که تمام آن‌ها را سنگ‌های استلا کمیت پوشانده‌است. بخشی از کف این غار را آب پوشانیده است.
سرچشمه شوقان یکی دیگر از چشم‌اندازهای شهر شوقان است که برای هر بیننده‌ای می‌تواند دیدنی باشد. آب دهی این چشمه ۲۵۰ لیتر در ثانیه؛ به مصرف کشاورزی و باغداری این شهر می‌رسد. این چشمه زیر صخره‌ها و دامنهٔ کوهی که از درختان ارس با تراکم کم پوشیده که دارای آب شفاف و بستران پوشیده از شن و قلوه سنگ‌های کوچک و بزرگ می‌باشد. به دلیل اقلیم کوهستانی این شهر، شغل اصلی آنان کشاورزی و باغداری و دامپروری می‌باشد و به خاطر آب و هوای معتدل کوهستانی، چشم‌اندازهای طبیعی به مجموعه پستانداران؛ پرندگان؛ خزندگان؛ دوزیستان؛ و آبزیان این منطقه جلوه‌ای خاص داده‌است و گونه‌های جانوری از قبیل بز کوهی؛ پلنگ؛ گرگ؛ شغال و روباه و گاهی خرس و پرندگانی از قبیل کبک و زاغ و انواع عقاب‌ها در سمت جنوب یافت می‌شوند.